# Аруссааре
А́руссааре (ест. Arussaare küla) — село в Естонії, у волості Пиг'я-Сакала повіту Вільяндімаа.

## Населення
Чисельність населення на 31 грудня 2011 року становила 51 особу.

## Географія
Через населений пункт проходить автошлях 38 (Пилтсамаа — Вигма). Від села починається дорога 14103 (Еску — Піліствере — Аруссааре).

## Історія
З 7 травня 1992 до 21 жовтня 2017 року село входило до складу волості Кио.

## Пам'ятки
- Православна церква Вознесіння Господнього ( Arussaare Issanda Taevaminemise kirik), пам'ятка архітектури 19-го століття.[2]

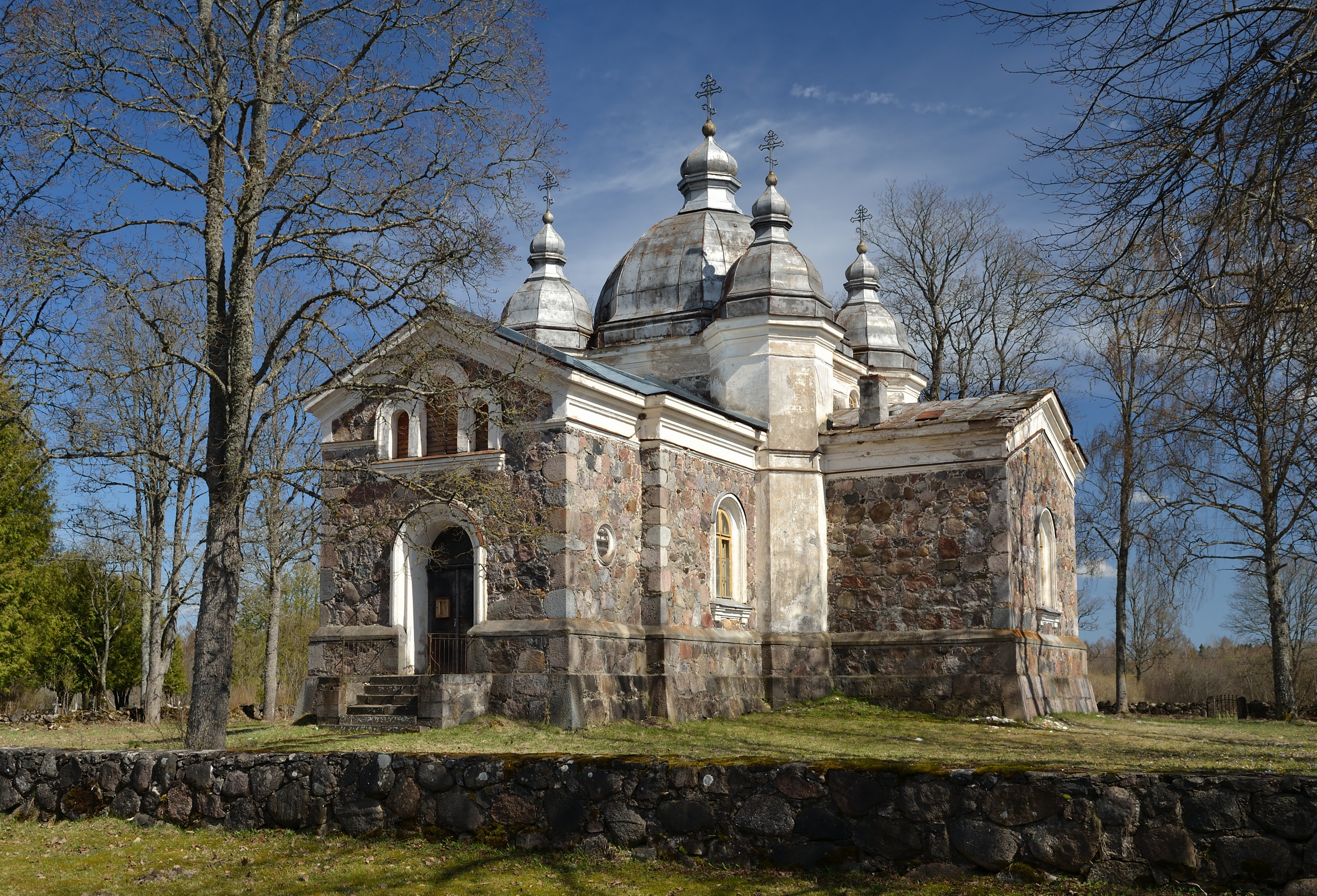
Православна церква